# Ferrovia Paola-Cosenza

Locomotiva a vapore nei pressi di San Fili, sulla vecchia linea a cremagliera

La ferrovia Paola–Cosenza è una linea ferroviaria di collegamento a semplice binario tra il capoluogo di provincia e la linea tirrenica meridionale. Il percorso originario, tortuosissimo e a cremagliera, nel 1987 venne abbandonato e sostituito da un nuovo tracciato di base a binario unico e prevalentemente in galleria, esercito a trazione elettrica.

## Storia

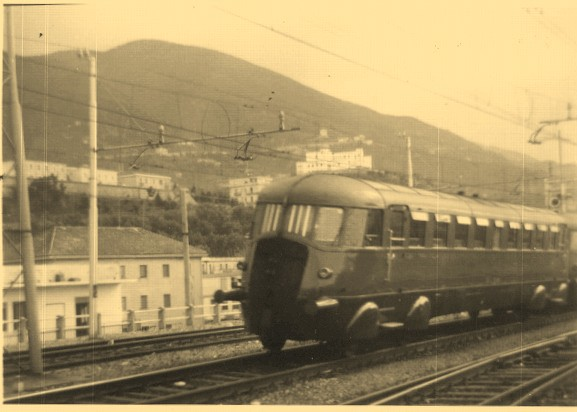
ALn 56 in arrivo a Paola da Cosenza nel 1971

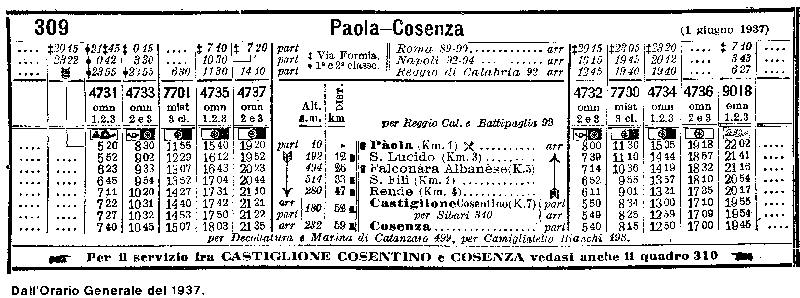
Orario 1937 della ferrovia Paola-Cosenza

### Gli inizi
Nel 1905 le Ferrovie dello Stato, abbandonato definitivamente il progetto, già inserito nell'elenco delle linee previste dalla Legge Baccarini del 1879, che prevedeva il prolungamento della Sibari-Cosenza che avrebbe collegato il cosentino con la linea Tirrenica nei pressi di Nocera Terinese (in pratica il percorso su cui verrà poi realizzata l'autostrada Salerno-Reggio Calabria), studiarono un nuovo collegamento tra Cosenza e Paola; il progetto venne classificato tra le ferrovie complementari da realizzare con la minor spesa possibile, quindi con poche opere d'arte. Per superare le forti pendenze, dato che la linea doveva valicare la catena montuosa costiera meridionale, si adottò lo scartamento normale con armamento a cremagliera, atto a superare una pendenza massima del 75 per mille, utilizzando la stessa tecnologia adottata in Toscana nella tratta Saline-Volterra della ferrovia Cecina-Volterra. I lavori, sui 35 km di linea, iniziarono tra il 1907 ed il 1911, incontrando forti difficoltà a causa dell'instabilità dei terreni attraversati che ne allungarono i tempi di costruzione. Il progetto fu realizzato dall'ingegner Domenico Tancioni, nato a Roma ma cosentino di adozione. La direzione dei lavori fu affidata, negli anni successivi prima all'ingegner Aurelio Tassinari e poi a Francesco (Ciccio) Sabato Ceraldi. Quest'ultimo conservò una ricca documentazione cartografica e documentale di questo progetto, ad oggi custodita presso la Biblioteca nazionale di Cosenza nel Fondo cartografico Francesco Sabato Ceraldi Archiviato il 16 gennaio 2021 in Internet Archive..
L'apertura della linea, armata con rotaie tipo Vignoles 36 S (tipo 36 D sulle tre tratte ad aderenza artificiale con cremagliera tipo Strub), avvenne il 2 agosto 1915 con due anni di ritardo sul previsto. Per la trazione dei treni sulla linea le FS ordinarono alla SLM di Winterthur otto locomotive del Gruppo 980, a doppia espansione e munite di ruota dentata uguali a quelle già presenti sulla Saline-Volterra in numero di 4 esemplari. Per assicurare la frenatura di sicurezza sulle tratte a cremagliera fu stabilito che la locomotiva fosse disposta a valle dei treni. Vennero poi realizzate delle carrozze-freno, trasformando vecchi bagagliai serie DWIz rinumerati CDUIz 64.900-908. Tutto ciò imponeva però varie manovre di spostamento della locomotiva nelle stazioni, con tempi di percorrenza elevati (da 2 a 3 ore) aggravati successivamente in conseguenza dell'esercizio a Dirigenza unica. Nonostante ciò nella zona, priva di efficienti vie di comunicazione verso il Tirreno ed il Nord, la ferrovia rappresentava comunque un passo in avanti.
Complessivamente si raggiunsero 12 km di armamento a cremagliera. I tratti ad aderenza artificiale erano tre:
- Paola - San Lucido superiore;
- San Lucido - Falconara Albanese;
- San Fili - Rende.

La pendenza del terreno nelle tratte armate arrivava a toccare il 75 ‰.
Nel 1922 le FS, vista la scarsa potenza delle 980, ordinarono alla Breda otto unità a vapore surriscaldato, immatricolate come Gruppo 981, che aumentarono la massa rimorchiabile ma che non potevano variare sostanzialmente i tempi di percorrenza.
Nel 1937 furono immesse in servizio 10 automotrici FIAT immatricolate come ALn 56 serie 1900, delle quali una andata perduta nel corso del secondo conflitto mondiale; queste macchine, espressamente progettate per la linea a cremagliera, permisero di ridurre a 90 minuti la percorrenza dei treni viaggiatori in virtù della maggiore velocità media complessiva ottenuta eliminando i cambi di posizione della locomotiva nelle tratte a cremagliera.
Alla fine degli anni trenta, comunque, l'onerosità degli interventi manutentivi e il sempre eccessivo tempo di percorrenza spinse le F.S. a progettare una nuova linea che però inizierà ad essere costruita solo nel 1966.

### Il dopoguerra

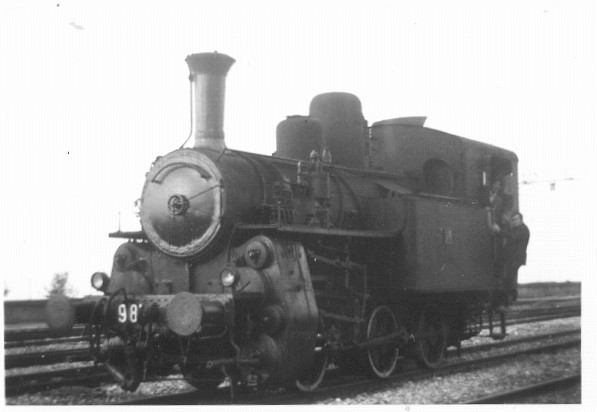
Locomotiva 981 in sosta nel Deposito Locomotive di Paola nel 1971

Nel 1955 vennero immesse in servizio 6 nuove automotrici Fiat del gruppo ALn 64.1000 che riscossero il gradimento dell'utenza per la loro maggior confortevolezza. Il servizio fu potenziato e in orario vennero previsti 18 treni Paola-Cosenza (di cui 3 con materiale ordinario) e 16 treni Cosenza-Paola. Negli anni successivi avvennero varie interruzioni della linea a causa di frane e smottamenti in alcuni punti critici della linea. Dato che i lavori di costruzione della nuova linea si protraevano a lungo le FS iniziarono ad istituire alcuni autoservizi sulla relazione Cosenza-Paola; dalla fine degli anni settanta i servizi venivano svolti sempre più con le sole ALn 64 diradando quelli svolti con le ormai esauste ALn 56. Restavano con trazione a vapore i soli treni merci e una coppia di treni per la prosecuzione della carrozza letti diretta Cosenza-Roma Termini.
Il 31 maggio 1981 venne soppressa la carrozza diretta per Roma rendendo inutile la trazione a vapore se non per occasionali servizi. Iniziò la radiazione delle ALn 56 e nel 1982 furono demolite cinque delle carrozze freno per cremagliera.
L'orario invernale del 1984/85 ridusse a 13 coppie di corse l'offerta di treni, tutti effettuati con automotrici.
Negli anni a seguire le due locomotive 981.005 e 007 assieme alla carrozza freno CDUIz 64.905 continuarono a effettuare qualche raro treno straordinario. L'ultimo treno con trazione a vapore sui binari FS fu un treno materiali trainato dalla 981.005 tra Cosenza e San Fili.
La "temporanea chiusura dell'esercizio ferroviario" avvenne il 28 aprile 1987 in ordine del completamento dell'allaccio dei binari della nuova linea tra la Galleria e la vecchia linea per Cosenza.

### La nuova linea
Il progetto di potenziamento della linea, che prevedeva la realizzazione di un nuovo tracciato, fu ripreso dopo la parentesi bellica. Il progetto del Ministero dei lavori pubblici prevedeva un percorso in galleria di circa 17 km con pendenze massime del 18 per mille e raggi di curvatura non inferiori ai 300 metri, una nuova stazione a Cosenza e la trazione elettrica. La spesa prevista per l'opera era di circa 20 miliardi di lire. Nel marzo del 1966 iniziarono i lavori di costruzione della nuova linea a cura dell'Ufficio Nuove Costruzioni Ferroviarie del Ministero dei Lavori Pubblici e si protrassero per oltre un ventennio.
La nuova stazione di Cosenza aprì all'esercizio il 31 maggio 1987 e i servizi furono attivati con l'entrata in vigore dell'orario estivo. Oltre alla nuova stazione l'opera più rilevante della nuova linea fu la nuova galleria di base Santomarco lunga 15,332 km e comprendente al suo interno un posto di movimento per l'incrocio dei treni.
In variante al progetto originario vennero poi realizzati, il collegamento verso sud dal lato costiero in direzione della Stazione di San Lucido Marina e il collegamento verso nord in direzione di Sibari in corrispondenza dell'imbocco orientale.
Nel 2022 è stato finanziato con Fondi Complementari che ammontano a 1,4 miliardi di euro il raddoppio della Linea Cosenza-Paola/San Lucido tra Castiglione Cosentino e Paola con una nuova galleria Santomarco (costo 1,2 miliardi di euro) a doppio binario in sostituzione di quella attuale. L'intervento rientra nel progetto di Nuova Linea Alta velocità ferroviaria Salerno - Reggio Calabria.

## Materiale rotabile utilizzato sulla linea a cremagliera
Dotazione originaria di locomotive a vapore assegnate al Deposito Locomotive di Cosenza:
- Locomotiva a vapore gruppo 980 - 8 unità

Dal 1922 sostituite da:
- Locomotiva a vapore gruppo 981 - 8 unità

Dal 1937 inizio della trazione diesel per viaggiatori con automotrici assegnate al Deposito Locomotive di Paola.
- Automotrice diesel ALn 56.19xx - 9 unità

Dal 1955 integrazione con nuove automotrici:
- Automotrice diesel ALn 64.10xx - 6 unità

## La particolare tariffazione
Come consuetudine le FS calcolavano le tariffe di trasporto sia merci che viaggiatori non in base ai chilometri reali ma a quelli cosiddetti virtuali, di molto superiori, che tenevano conto del grado di difficoltà orografico del tracciato a cremagliera.
| tratte parziali               | * km fra stazioni | * km progressivi | percorrenza con treno a vapore | percorrenza progressiva |
| ----------------------------- | ----------------- | ---------------- | ------------------------------ | ----------------------- |
| Paola-San Lucido              | 6 (12) km         | 6 (12) km        | 34 min                         | 34 min                  |
| San Lucido-Falconara Albanese | 5 (14) km         | 11 (26) km       | 33 min                         | 67 min                  |
| Falconara Albanese-San Fili   | 7 (7) km          | 18 (33) km       | 29 min                         | 96 min                  |
| San Fili-Rende                | 5 (14) km         | 23 (47) km       | 31 min                         | 127 min                 |
| Rende-Castiglione Cosentino   | 6 (5) km          | 29 (52) km       | 9 min                          | 136 min                 |
| Castiglione Cosentino-Cosenza | 6 (7) km          | 35 (59) km       | 14 min                         | 150 min                 |

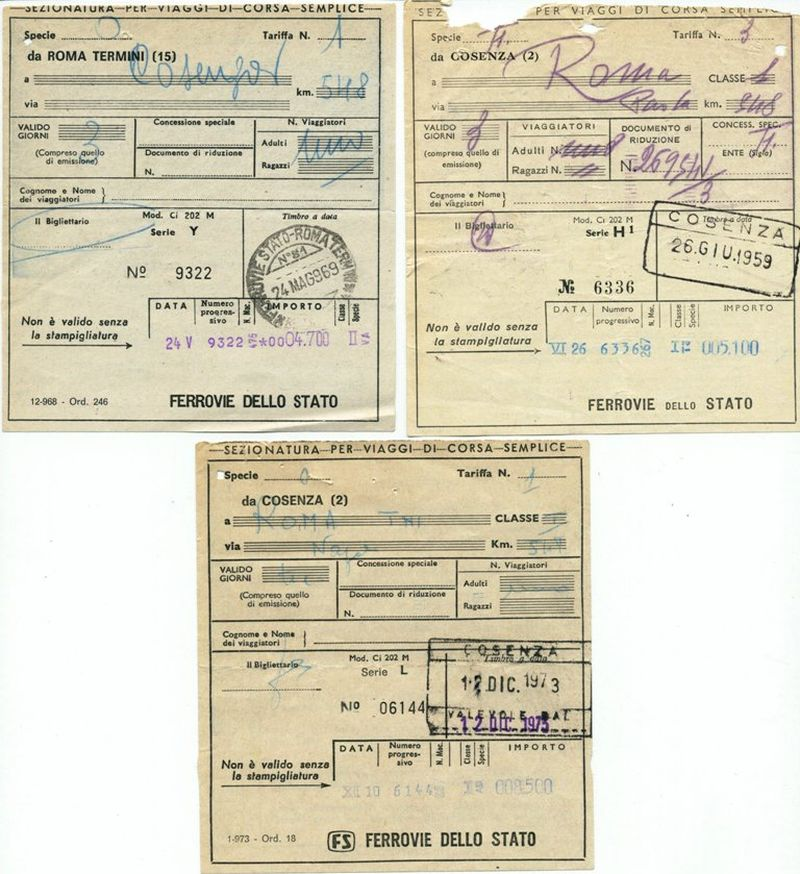
Tre biglietti della linea Paola-Cosenza

* Nota: i chilometraggi in grassetto in parentesi indicano i km tariffati, mentre quelli fuori parentesi sono i km effettivi

## Movimento
Sulla linea circolano treni Regionali che collegano Paola, San Lucido Marina, Reggio Calabria, Sapri, Napoli e Salerno a Castiglione Cosentino e Cosenza, con 2 treni prolungati su Sibari, e una coppia di treni Frecciarossa che collegano Sibari con Bolzano.

## Percorso
| Continuation backward |

| Station on track |

| Small bridge over water |

| Enter and exit short tunnel |

| Unknown route-map component "WSPLe+l" | Unknown route-map component "hKRZWvae" |  |

| Unknown route-map component "KRW+l" | Unknown route-map component "xKRWgr" + Unknown route-map component "exlCONTg@F" |  |

| Unknown route-map component "xv-SHI2gr" | Unknown route-map component "exvKDSTa-STR" | Unknown route-map component "+d" |

| Unknown route-map component "v-BHF-L" | Unknown route-map component "exvBHF-R-" + Unknown route-map component "exv-STR" | Unknown route-map component "exvBHF-" | Unknown route-map component "+d" |

| Unknown route-map component "exv-SHI2l" + Unknown route-map component "v-STR" | Unknown route-map component "exv-SHI2l" + Unknown route-map component "exvSHI2+r-" + Unknown route-map component "exvSTR-" + Unknown route-map component "exv-STR" | Unknown route-map component "exvSHI2+r-" + Unknown route-map component "exvSTR-" | Unknown route-map component "+d" |

| Unknown route-map component "v-STR" | Unknown route-map component "exvSTR-KDSTe" | Unknown route-map component "exvSTR-" | Unknown route-map component "+d" |

| Unknown route-map component "v-STR" | Unknown route-map component "exvKDSTe-" | Unknown route-map component "exvSTR-" | Unknown route-map component "+d" |

| Unknown route-map component "v-HST" |  | Unknown route-map component "exvSTR-" | Unknown route-map component "+d" |

| Unknown route-map component "v-HST" |  | Unknown route-map component "exvSTR-" | Unknown route-map component "+d" |

| Unknown route-map component "vENDEa-STR" | Unknown route-map component "ENDE@G" | Unknown route-map component "exvSTR-" | Unknown route-map component "+d" |

| Unknown route-map component "vÜSTl" + Unknown route-map component "v-SHI3+l" | Unknown route-map component "SHI3gr" | Unknown route-map component "exvSTR-" | Unknown route-map component "+d" |

| Unknown route-map component "vSTR" | Non-passenger end station | Unknown route-map component "exvSTR-" | Unknown route-map component "+d" |

| Unknown route-map component "vBHF-KBHFe" |  | Unknown route-map component "exvSTR-" | Unknown route-map component "+d" |

| Small bridge over water | Transverse water | Unknown route-map component "exWBRÜCKE1" | Unknown route-map component "b" |

| Unknown route-map component "vWASSER+r-" + Unknown route-map component "WKRZq2u" | Unknown route-map component "STRc3" + Transverse water | Unknown route-map component "exWBRÜCKE1" | Unknown route-map component "b" |

| Unknown route-map component "STRc1" + Unknown route-map component "vWASSERl-" | Unknown route-map component "WKRZq2+4u" | Unknown route-map component "STRc3" + Unknown route-map component "exWBRÜCKE1" | Unknown route-map component "b" |

| Unknown route-map component "STRc1" | Unknown route-map component "xABZg+4" |  |

| Station on track |

| 21+551   |
| (28+1xx) |

|  | Unknown route-map component "eKRWgl" | Unknown route-map component "exKRW+r" |

|  | Unknown route-map component "kABZg3" | Unknown route-map component "exSTR" |

| Unknown route-map component "dCONTgq" | Unknown route-map component "kSTRr+1" + Unknown route-map component "STR2+r" | Unknown route-map component "RA3+l" + Unknown route-map component "lMSTRc3o" + Unknown route-map component "STRc3" + Unknown route-map component "kSTRc4" + Unknown route-map component "lkMKRZ3+lo" + Straight track | Unknown route-map component "exSKRZ-Au" | Unknown route-map component "d" |

| Unknown route-map component "RAr+1" + Unknown route-map component "lMSTRc1o" + Unknown route-map component "STRc1" | Unknown route-map component "ABZg+4" | Unknown route-map component "exSTR" |

|  | Unknown route-map component "tSTRa" | Unknown route-map component "exSTR" |

|  | Unknown route-map component "tSTR" | Unknown route-map component "exBHF+Za" |

|  | Unknown route-map component "tSTR" | Unknown route-map component "exBRK3" + Unknown route-map component "exlZ" |

|  | Unknown route-map component "tSTR" | Unknown route-map component "exTUNNEL2" + Unknown route-map component "exlZ" |

|  | Unknown route-map component "tSTR" | Unknown route-map component "exBHF+Ze" |

|  | Unknown route-map component "tSTR" | Unknown route-map component "exhSTRae" |

|  | Unknown route-map component "etDST" | Unknown route-map component "exSTR" |

|  | Unknown route-map component "tSTR" | Unknown route-map component "exTUNNEL1" |

|  | Unknown route-map component "tSTR" | Unknown route-map component "exTUNNEL2" |

|  | Unknown route-map component "tSTR" | Unknown route-map component "exBHF+Za" |

|  | Unknown route-map component "tSTR" | Unknown route-map component "exTUNNEL2" + Unknown route-map component "exlZ" |

|  | Unknown route-map component "tSTR" | Unknown route-map component "exBRK3" + Unknown route-map component "exlZ" |

|  | Unknown route-map component "tSTR" | Unknown route-map component "exBHF" + Unknown route-map component "exlZ" |

|  | Unknown route-map component "tSTR" | Unknown route-map component "exBRK3" + Unknown route-map component "exlZ" |

|  | Unknown route-map component "tSTR" | Unknown route-map component "exTUNNEL2" + Unknown route-map component "exlZ" |

|  | Unknown route-map component "tSPLa" | Unknown route-map component "exSTR+Z" |

|  | Unknown route-map component "tvSTRe-" + Unknown route-map component "tv-STRe@f" | Unknown route-map component "exSTR+Z" |

| 1+679 |
| 0+514 |

|  | Unknown route-map component "vSTR" | Unknown route-map component "exSTR+Ze" |

|  | Unknown route-map component "CONTgq" | Station on transverse track | Unknown route-map component "vABZqrl" | Unknown route-map component "eABZqr" | Station on transverse track | Unknown route-map component "CONTfq" |

Il percorso attuale della ferrovia integrato con la tratta urbana della Cosenza - Catanzaro.
Il percorso della vecchia ferrovia a cremagliera, in funzione fino al 1987. Sono visibili i bivi di innesto della nuova linea. Le stazioni di Paola e Castiglione Cosentino sono le uniche in uso in data odierna.